# Naturalista
O termo naturalista refere-se ao indivíduo estudioso das ciências naturais - notadamente botânica, zoologia e geologia.
O primeiro naturalista luso-brasileiro foi Frei Cristóvão de Lisboa, frade franciscano que, nos anos 1620, escreveu a primeira obra sobre a  fauna e a flora brasileiras: A História Natural e Moral do Maranhão e Grão Pará. O livro foi escrito quando o religioso realizava trabalho missionário no chamado Grão-Pará.

## Naturalistas famosos
- Alexander von Humboldt
- Alfred Russel Wallace
- Augusto Ruschi
- Henry Walter Bates
- Auguste de Saint-Hilaire
- Manuel Arruda Câmara
- José Bonifácio de Andrada e Silva
- Alexandre Rodrigues Ferreira
- Georg Heinrich von Langsdorff
- Georges Cuvier
- Carl Linnaeus
- Charles Darwin
- Ernst Haeckel
- Ernst Mayr
- Richard Owen
- Jean-Baptiste Lamarck
- Thomas Henry Huxley
- José de Acosta
- Fritz Müller
- Plínio, o Velho
- Richard Spruce
- Theodore Roosevelt
- Joseph Dalton Hooker
- Edward Jenner
- James Hutton